# جان کانلی (سیاستمدار)
جان کانِلی (به انگلیسی: John Bowden Connally Jr)، ( ۲۷ فوریه ۱۹۱۷ – ۱۵ ژوئن ۱۹۹۳) سیاستمدار آمریکایی بود. کانلی ۳۹مین فرماندار ایالت تگزاس و ۶۱مین وزیر خزانه‌داری ایالات متحده آمریکا بود. او که در ابتدا عضو حزب دموکرات بود، در سال ۱۹۷۳ به حزب جمهوری‌خواه پیوست و کوشید که برای انتخابات ریاست‌جمهوری ۱۹۸۰ کاندیدای این حزب بشود، اما در دورهٔ مقدماتی مغلوب رونالد ریگان شد.
در حادثهٔ ترور جان اف کندی کانلی از سرنشینان لیموزینِ رئیس‌جمهور بود و جراحت برداشت.